# Arabie saoudite aux Jeux olympiques d'été de 2000
L'Arabie saoudite participe aux Jeux olympiques d'été de 2000 à Sydney. Sa délégation est composée de 18 athlètes répartis dans cinq sports et son porte-drapeau est Khaled Al-Dosari. 
Au terme des Olympiades, la nation se classe 61e ex æquo avec la Moldavie et Trinité-et-Tobago avec une médaille d'argent et de bronze chacun.

## Nombre d'athlètes qualifiés par sport
Voici la liste des qualifiés et sélectionnés Saoudiens par sport (remplaçants compris) :
| Sport      | Hommes | Femmes | Total |
| ---------- | ------ | ------ | ----- |
| Athlétisme | 11     | 0      | 11    |
| Équitation | 3      | 0      | 3     |

## Liste des médaillés saoudiens

### Médailles d'or
Aucun athlète saoudien ne remporte de médaille d'or durant ces J.O.

### Médailles d'argent
| Sport                  | Discipline     | Sportifs           | Performance |
| Médailles d'argent : 1 |                |                    |             |
| Athlétisme             | 400m haies (H) | Hadi Souan Somalyi |             |

### Médailles de bronze
| Sport                   | Discipline                      | Sportifs      | Performance |
| Médailles de bronze : 1 |                                 |               |             |
| Équitation              | Saut d'obstacles individuel (H) | Khaled Al-Eid |             |

## Athlétisme

### Hommes
| Athlète                                                                       | Épreuve          | Séries        | Séries | Quarts de finale | Quarts de finale | Demi-finales | Demi-finales | Finale  | Finale            |
| Athlète                                                                       | Épreuve          | Temps         | Rang   | Temps            | Rang             | Temps        | Rang         | Temps   | Rang              |
| ----------------------------------------------------------------------------- | ---------------- | ------------- | ------ | ---------------- | ---------------- | ------------ | ------------ | ------- | ----------------- |
| Jamal al-Saffar                                                               | 100 m            | 10 s 75       | 6e     | Eliminé          | Eliminé          | Eliminé      | Eliminé      | Eliminé | Eliminé           |
| Salem Mubarak al-Yami                                                         | 200 m            | 21 s 18       | 7e     | Eliminé          | Eliminé          | Eliminé      | Eliminé      | Eliminé | Eliminé           |
| Hamdan al-Bishi                                                               | 400 m            | 45 s 22       | 1er    | 45 s 35          | 3e               | 45 s 98      | 8e           | Eliminé | Eliminé           |
| Mubarak Ata Mubarak                                                           | 110 m haies      | DSQ           | /      | Eliminé          | Eliminé          | Eliminé      | Eliminé      | Eliminé | Eliminé           |
| Hadi Soua'an al-Somaily                                                       | 400 m haies      | 49 s 28       | 1er    | Non disputé      | Non disputé      | 48 s 14      | 1er          | 47 s 53 | Médaille d'argent |
| Mohamed Al-Yami Ata Mubarak Salem Mubarak al-Yami Jamal al-Saffar             | Relais 4 × 100 m | 39 s 94       | 7e     | Eliminé          | Eliminé          | Eliminé      | Eliminé      | Eliminé | Eliminé           |
| Hamed Al-Bishi Hamdan al-Bishi Mohamed Hamed Al-Bishi Hadi Soua'an al-Somaily | Relais 4 × 400 m | 3 min 09 s 57 | 5e     | Eliminé          | Eliminé          | Eliminé      | Eliminé      | Eliminé | Eliminé           |

| Athlète                | Épreuve           | Qualification | Qualification | Finale      | Finale  |
| Athlète                | Épreuve           | Performance   | Rang          | Performance | Rang    |
| ---------------------- | ----------------- | ------------- | ------------- | ----------- | ------- |
| Hussein Taher al-Sabee | Saut en longueur  | 7,94 m        | 18e           | Eliminé     | Eliminé |
| Salem al-Ahmadi        | Triple saut       | 15,99 m       | 32e           | Eliminé     | Eliminé |
| Ali Saleh Al-Jadani    | Lancer du javelot | 68,70 m       | 34e           | Eliminé     | Eliminé |

## Equitation
| Athlète         | Compétition      | Éliminatoires | Éliminatoires | Finale  | Finale  |
| Athlète         | Compétition      | Points        | Rang          | Points  | Rang    |
| --------------- | ---------------- | ------------- | ------------- | ------- | ------- |
| Ramzy al-Duhami | Saut d'obstacles | DNF           | /             | Eliminé | Eliminé |
| Fahad Al-Geaid  | Saut d'obstacles | DNF           | /             | Eliminé | Eliminé |
| Kamal Bahamdan  | Saut d'obstacles | 78.25         | 65e           | Eliminé | Eliminé |